# Medalha Euler
A Medalha Euler (em inglês:  Euler Medal), denominada em memória do matemático Leonhard Euler, é concedida anualmente pelo Institute of Combinatorics and its Applications (Canadá) a um membro por contribuição significativa à pesquisa em combinatória ainda ativo.

## Recipientes
- 1993: Claude Berge ( França), Ronald Graham ( Estados Unidos)
- 1994: Joseph Adolf Thas ( Bélgica)
- 1995: Hanfried Lenz ( Alemanha)
- 1996: Jack van Lint ( Países Baixos)
- 1997: não concedida
- 1998: Peter Hammer ( Estados Unidos), Anthony J. W. Hilton ( Reino Unido)
- 1999: Dijen K. Ray-Chaudhuri ( Estados Unidos)
- 2000: Richard Anthony Brualdi ( Estados Unidos), Horst Sachs ( Alemanha)
- 2001: Spyros Magliveras ( Estados Unidos)
- 2002: Herbert Wilf ( Estados Unidos)
- 2003: Peter Cameron ( Reino Unido), Charles Colbourn ( Estados Unidos)
- 2004: Doron Zeilberger ( Israel), Zhu Lie ( China)
- 2005: Ralph Faudree ( Estados Unidos), Aviezri Fraenkel ( Israel)
- 2006: Clement Wing Hong Lam ( Canadá), Nick Wormald ( Canadá)
- 2007: Stephen Milne ( Estados Unidos), Heiko Harborth ( Alemanha)
- 2008: Gabor Korchmaros ( Hungria)
- 2009: não concedida
- 2010: Bojan Mohar ( Eslovênia)
- 2011: Cheryl Praeger ( Austrália)
- 2012: Alexander Rosa ( Canadá)
- 2013: Curt Lindner ( Estados Unidos)
- 2014: Brian Alspach ( Estados Unidos)
- 2015: não concedida
- 2016: James Hirschfeld ( Reino Unido)
- 2017: Fan Chung ( Estados Unidos)
- 2018: Dieter Jungnickel ( Alemanha)